# István Palotás
István Palotás (5 de març de 1908 - 1 d'octubre de 1987) fou un futbolista hongarès de la dècada de 1930 i entrenador.
Fou internacional amb la selecció d'Hongria, amb la qual disputà la Copa del Món de futbol de 1934. Fou jugador de Bocskai FC i entrenador del Debreceni Vasutas.